# Okup (film 1956)
Okup (ang. Ransom!, 1956) – amerykański dramat filmowy w reżyserii Aleksa Segala.

## Obsada
- Glenn Ford – David G. Stannard
- Donna Reed – Edith Stannard
- Leslie Nielsen – Charlie Telfer
- Lori March – Elizabeth Stannard
- Juano Hernández – Jesse Chapman
- Robert Keith – Jim Backett

i inni

## Wersja polska
Reżyseria: Seweryn Nowicki

Udział wzięli:
- Czesław Byszewski – David G. Stannard
- Wanda Majerówna – Edith Stannard
- Leon Pietraszkiewicz – Jesse Chapman
- Wieńczysław Gliński – Jim Backett

i inni